# Seznam zájemců o kandidaturu ve volbě prezidenta České republiky 2023
Seznam zájemců o kandidaturu ve volbě prezidenta České republiky 2023 uvádí přehled osob, které se rozhodly kandidovat, kandidaturu zvažovaly či ji přímo nevyloučily ve volbách do úřadu prezidenta České republiky vyhlášených na leden 2023. Lhůta pro oficiální podání kandidátních listin u Ministerstva vnitra skončila 8. listopadu 2022. V řádném termínu se přihlásilo 21 uchazečů. Ministerstvo vnitra 25. listopadu téhož roku zaregistrovalo 9 kandidátů a odmítlo 13 kandidátních listin pro nesplnění podmínek, včetně jedné, která byla podána opožděně. Z devíti kandidátů jich sedm kandidovalo na základě podpisů poslanců či senátorů a dva obdrželi stanovený počet podpisů od občanů. Dne 8. ledna 2023 v Superdebatě České televize Josef Středula oznámil, že se vzdává kandidatury na prezidenta, podpořil Danuši Nerudovou.
Odmítnutí kandidáti se mohli do 30. listopadu 2022 u Nejvyššího správního soudu domáhat vydání rozhodnutí o povinnosti ministerstva registrovat jejich kandidátní listinu. Pokud by tak žádný z kandidátů neučinil, státní volební komise by vzápětí vylosovala registrovaným kandidátům volební čísla, protože se tak ale stalo, komise vylosuje čísla do 16. prosince, neboť soud rozhodne do 15 dnů. Z odmítnutých uchazečů se Karel Diviš, Karel Janeček, Roman Hladík, Libor Hrančík a Pavel Zítko obrátili na Nejvyšší správní soud. Kromě nich se na soud obrátila i skupina senátorů, kteří podpořili Marka Hilšera, aby byla zrušena registrace kandidátní listiny Denisy Rohanové. Nejvyšší správní soud odmítl návrhy Romana Hladíka, Libora Hrančíka, Pavla Zítka i Karla Janečka. Zrušil ale rozhodnutí ministerstva o registraci Denisy Rohanové, čímž ji z volby vyřadil, a naopak rozhodl o registraci Karla Diviše.
V listopadu 2022 mělo mít podle Úřadu pro dohled nad hospodařením politických stran a politických hnutí zřízeno povinný transparentní volební účet 32 osob, kromě 9 kandidátů registrovaných ministerstvem vnitra také Hynek Blaško, Tomáš Březina, Karel Diviš, Václav Hačecký, Roman Hladík, Terezie Holovská, Libor Hrančík, Radek Hyhlan, Karel Janeček, Anna Kašná, Jiří Kotáb, Roman Lalik, Lumír Láska, Libor Michálek, Jana Peterková, Milan Rokytka, Josef Roušal, Josef Skála, Ivan Smetana, Milan Tomeček, Pavel Trávníček, Alena Vitásková a Pavel Zítko.

## Zaregistrovaní kandidáti
| Č. | Kandidát        | Kandidát        | Informace o kandidátovi | Navrhovatelé  | Oznámení kandidatury | Stranická příslušnost | Zdroj                |
| -- | --------------- | --------------- | --- | ------------- | -------------------- | --------------------- | -------------------- |
| 1  | Pavel Fischer   | Pavel Fischer   | Politik a diplomat, senátor PČR, bývalý velvyslanec ČR ve Francii a kandidát na prezidenta z roku 2018. Kandidát s podporou koalice SPOLU.                         | 30 senátorů   | říjen 2022           | nestraník             | [ 17 ]               |
| 2  | Jaroslav Bašta  | Jaroslav Bašta  | Politik a diplomat, poslanec PČR a bývalý ministr bez portfeje. Stranický kandidát SPD.                                                                            | 20 poslanců   | září 2022            | SPD, dříve ČSSD a BOS | [ 18 ]               |
| 4  | Petr Pavel      | Petr Pavel      | Voják ve výslužbě, bývalý předseda vojenského výboru NATO a náčelník Generálního štábu Armády České republiky. Občanský kandidát s podporou koalice SPOLU.         | 81 083 občanů | červenec 2021        | nestraník, dříve KSČ  | [ 19 ] [ 20 ] [ 21 ] |
| 5  | Tomáš Zima      | Tomáš Zima      | Lékař a biochemik, bývalý předseda České konference rektorů, rektor Univerzity Karlovy a děkan 1. LF UK.                                                           | 13 senátorů   | květen 2022          | nestraník, dříve KSČ  | [ 22 ]               |
| 6  | Danuše Nerudová | Danuše Nerudová | Ekonomka a pedagožka, bývalá rektorka Mendelovy univerzity v Brně. Občanská kandidátka s podporou koalice SPOLU.                                                   | 82 413 občanů | květen 2022          | nestranička           | [ 23 ]               |
| 7  | Andrej Babiš    | Andrej Babiš    | Politik a podnikatel, poslanec PČR, bývalý předseda vlády ČR a ministr financí. Stranický kandidát ANO a kandidát s podporou prezidenta Miloše Zemana.             | 56 poslanců   | říjen 2022           | ANO, dříve KSČ (KSS)  | [ 24 ]               |
| 8  | Karel Diviš     | Karel Diviš     | Podnikatel, ekonom a matematik. Občanský kandidát. Divišovu kandidátní listinu Ministerstvo vnitra nejprve zamítlo, Nejvyšší správní soud ale tento výrok zvrátil. | 50 007 občanů | leden 2022           | nestraník             | [ 26 ] [ 27 ] [ 25 ] |
| 9  | Marek Hilšer    | Marek Hilšer    | Lékař, pedagog, vědec a občanský aktivista, senátor PČR a kandidát na prezidenta z roku 2018.                                                                      | 13 senátorů   | listopad 2019        | MHS                   | [ 28 ]               |

### Zaregistrovaní kandidáti, kteří z volby odstoupili
| Č. | Kandidát       | Kandidát       | Informace o kandidátovi  | Navrhovatelé | Oznámení kandidatury | Vzdání se kandidatury                                             | Stranická příslušnost | Zdroj               |
| -- | -------------- | -------------- | ------------------------ | ------------ | -------------------- | ----------------------------------------------------------------- | --------------------- | ------------------- |
| 3  | Josef Středula | Josef Středula | Odborář, předseda ČMKOS. | 11 senátorů  | květen 2022          | oznámení: 8. ledna 2023 (Superdebata ČT) oficiálně: 9. ledna 2023 | nestraník             | [ 29 ] [ 4 ] [ 30 ] |

## Osoby, jejichž kandidátní listina byla odmítnuta
| Osoba           | Osoba            | Informace o osobě | Navrhovatelé         | Důvod zamítnutí | Zdroj                       |
| --------------- | ---------------- | --- | -------------------- | --- | --------------------------- |
| Tomáš Březina   | Tomáš Březina    | Podnikatel a bývalý poslanec PČR, zakladatel společnosti BEST. Záměr kandidovat oznámil v dubnu 2022. Nestraník, dříve ODS a US-DEU. | 45 894 občanů        | Nedostatek podpisů občanů. Kandidát dodal 69 511 podpisů, po odečtení podpisů s neúplnými či chybějícími údaji jich zůstalo 64 758. Průměrná chybovost ze dvou kontrolních vzorků byla 29,13 %, odečteno bylo proto 18 864 podpisů. | [ 31 ] [ 26 ]               |
|                 | Václav Hačecký   | Kytarista a písničkář. | —                    | Ke kandidátní listině nebyla připojena petice s podpisy občanů. Na kandidátní listině nebylo uvedeno, kdo ji podává. Na kandidátní listině nebyl uveden zmocněnec ani navrhující občan. |                             |
|                 | Roman Hladík     | Živnostník. | 776 občanů           | Nedostatek podpisů občanů. |                             |
|                 | Terezie Holovská | Podnikatelka, bývalá místostarostka Prahy 8 za ODS.                                                                                  | 1 senátor 406 občanů | Z kandidátní listiny nebylo zřejmé, kdo ji podává. U petičních archů nebylo zaznamenáno datum, kdy poprvé bylo možné petici podepsat. Na kandidátní listině nebylo uvedeno zaměstnání nebo povolání kandidátky. Na kandidátní listině nebyl uveden zmocněnec ani navrhující občan.                                                                                                |                             |
|                 | Libor Hrančík    | Obchodní zprostředkovatel. Dříve kandidoval za ND.                                                                                   | 1 senátor            | Nedostatek podpisů senátorů. Chybějící údaj o obci trvalého pobytu v prohlášení kandidáta. |                             |
| Karel Janeček   | Karel Janeček    | Matematik, filantrop a podnikatel, autor volebního systému D21. Záměr kandidovat oznámil v lednu 2022.                               | 49 920 občanů        | Nedostatek podpisů občanů. Kandidát dodal 74 208 podpisů, po odečtení podpisů s neúplnými či chybějícími údaji jich zůstalo 71 828. Průměrná chybovost ze dvou kontrolních vzorků byla 33,047 %, odečteno bylo proto 23 737 podpisů. Janeček se odvolal a soud po kontrole zamítnutých hlasů upravil počet hlasů na 49 920.                                                       | [ 26 ] [ 33 ] [ 34 ] [ 35 ] |
|                 | Anna Kašná       | Invalidní důchodkyně. | —                    | Žádní navrhovatelé. Uvedla, že jména poslanců nebo senátorů dodá do 24. listopadu 2022, což se nestalo. V prohlášení kandidátky také chyběl dodatek, že nedala souhlas k tomu, aby byla uvedena na jiné kandidátní listině. |                             |
|                 | Roman Lalik      | Kandidát z Mostu. | petice občanů        | 278 petičních archů různého obsahu nesplňovalo formální a obsahové náležitosti podpisových archů petice. Na kandidátní listině nebyl uveden navrhující občan a datum, kdy poprvé bylo možné petici podepsat. Na kandidátní listině nebyl uveden údaj o pohlaví, věku, zaměstnání a politické příslušnosti kandidáta. Ke kandidátní listině nebylo přiloženo prohlášení kandidáta. |                             |
| Denisa Rohanová | Denisa Rohanová  | Prezidentka České asociace povinných. Záměr kandidovat oznámila v dubnu 2021.                                                        | 20 poslanců          | Kandidátní listinu napadlo několik senátorů u Nejvyššího správního soudu. Ten konstatoval, že Ministerstvo vnitra chybovalo, když akceptovalo kandidátní listinu před řádným vyhlášením konkrétní volby prezidenta republiky. Zároveň upozornil, že Ústava vyžaduje pro nominaci parlamentního kandidáta poslance a senátory, kteří jsou aktuálně ve funkci.                      | [ 39 ] [ 32 ]               |
|                 | Josef Roušal     | Podnikatel. Záměr kandidovat oznámil v říjnu 2022.                                                                                   | 6 senátorů           | Nedostatek podpisů senátorů. | [ 40 ]                      |
|                 | Milan Tomeček    | Odpůrce dostavby dálnice D1 v úseku Říkovice–Přerov.                                                                                 | —                    | Kandidátní listina byla podána 2 dny po zákonném termínu. Nebylo ani uvedeno, kdo kandidáta navrhuje. |                             |
| Pavel Zítko     | Pavel Zítko      | Podnikatel. Záměr kandidovat oznámil v listopadu 2022.                                                                               | 15 190 občanů        | Nedostatek podpisů občanů. | [ 42 ] [ 43 ]               |

## Osoby, které kandidaturu oznámily, ale žádost o kandidaturu nezaregistrovaly
| Osoba | Osoba            | Informace o osobě                                       | Oznámení kandidatury | Stranická příslušnost      | Zdroj                              |
| ----- | ---------------- | ------------------------------------------------------- | -------------------- | -------------------------- | ---------------------------------- |
|       | Jiří Kotáb       | Soukromý ombudsman.                                     | květen 2022          | nestraník                  | [ 44 ]                             |
|       | Petr Kováč       | Šéfkuchař a podnikatel.                                 | září 2022            | JSI PRO?                   | [ 45 ]                             |
|       | Lumír Láska      | Zakladatel duchovní tradice Sangha Srdce Dharmy.        | srpen 2022           | nestraník                  | [ 46 ]                             |
|       | Jana Peterková   | Aktivistka a bývalá televizní reportérka.               | leden 2022           |                            | [ 47 ] [ 48 ]                      |
|       | Milan Rokytka    | Bývalý novinář Haló novin.                              | srpen 2022           | KSČM, dříve ODS            | [ 49 ]                             |
|       | Ivan Smetana     | Aktivista.                                              | květen 2021          | nestraník                  | [ 50 ]                             |
|       | Jaromír Soukup   | Podnikatel a moderátor, generální ředitel TV Barrandov. | duben 2019           | nestraník, dříve LJS a DSZ | [ 51 ]                             |
|       | Pavel Trávníček  | Projektant elektro.                                     | říjen 2022           | nestraník                  | [ 52 ] [ 53 ] [ 54 ] [ 55 ]        |
|       | Jaroslav Turánek | Imunolog, farmakolog, vakcinolog a pedagog.             | září 2022            | nestraník                  | [ 56 ] [ 57 ] [ 58 ] [ 59 ] [ 60 ] |

## Osoby, které kandidaturu potvrdily, ale později změnily názor
| Osoba           | Osoba              | Informace o osobě | Oznámení kandidatury | Odvolání kandidatury | Stranická příslušnost      | Zdroj                |
| --------------- | ------------------ | --- | -------------------- | -------------------- | -------------------------- | -------------------- |
| Hynek Blaško    | Hynek Blaško       | Voják a politik, poslanec Evropského parlamentu, generálmajor Armády ČR v záloze, bývalý velitel Společných sil Armády ČR. | květen 2022          | listopad 2022        | nestraník, dříve KSČ a SPD | [ 61 ] [ 40 ]        |
|                 | Vladimír Boštík    | Podnikatel a komunální politik, bývalý starosta obce Vraclav.                                                              | červen 2021          | listopad 2022        | nestraník, dříve SNK ED    | [ 62 ] [ 63 ] [ 64 ] |
|                 | Jan Bouček         | Senior IT Project Manager, Agile Coach, Scrum Master.                                                                      | březen 2022          | březen 2022          | nestraník                  | [ 65 ]               |
| Miloš Knor      | Miloš Knor         | Moderátor, komik a scenárista.                                                                                             | listopad 2021        | září 2022            | nestraník                  | [ 66 ] [ 67 ]        |
| Ivo Mareš       | Ivo Mareš          | Protestantský teolog, evangelický farář, projektový manažer a tiskový mluvčí Diakonie Českobratrské církve evangelické.    | květen 2022          | listopad 2022        | nestraník                  | [ 68 ] [ 69 ]        |
| Libor Michálek  | Libor Michálek     | Ekonom, politik a whistleblower.                                                                                           | červenec 2022        | listopad 2022        | nestraník                  | [ 70 ] [ 40 ]        |
|                 | Jakub Olbert       | Podnikatel a politik, zakladatel iniciativy Chcípl PES.                                                                    | říjen 2021           | listopad 2022        | Hnutí PES                  | [ 71 ] [ 72 ]        |
|                 | Josef Skála        | Politik, publicista, historik a filozof. Stranický kandidát KSČM.                                                          | únor 2022            | listopad 2022        | KSČM, dříve KSČ            | [ 73 ]               |
|                 | Klára Long Slámová | Advokátka a politička, bývalá poslankyně PČR.                                                                              | květen 2021          | červen 2022          | nestranička, dříve ODS     | [ 74 ] [ 75 ]        |
| Cyril Svoboda   | Cyril Svoboda      | Politik, bývalý poslanec PČR a ministr vnitra, zahraničních věcí, bez portfeje a ministr pro místní rozvoj.                | říjen 2022           | říjen 2022           | KDU-ČSL                    | [ 76 ] [ 77 ]        |
| Alena Vitásková | Alena Vitásková    | Manažerka, bývalá předsedkyně Energetického regulačního úřadu.                                                             | leden 2022           | listopad 2022        | nestranička                | [ 78 ] [ 79 ]        |